# Epilobium vernonicum
Epilobium vernonicum là một loài thực vật có hoa trong họ Anh thảo chiều. Loài này được Snogerup mô tả khoa học đầu tiên năm 1982.